# Neolophonotus torridus
Neolophonotus torridus är en tvåvingeart som beskrevs av Jason Gilbert Hayden Londt 1985. Neolophonotus torridus ingår i släktet Neolophonotus och familjen rovflugor.
Artens utbredningsområde är Namibia. Inga underarter finns listade i Catalogue of Life.